# Санкт Гален (кантон)
Санкт Гален е един от кантоните на Швейцария. Населението му е 478 907 жители (декември 2010 г.), площ – 2025,54 кв. км. Административен център е град Санкт Гален. Официален език е немският. По данни от 2007 г. около 20,90% от жителите на кантона са хора с чуждо гражданство (97 461 жители). От жителите в кантона около 52% са католици, а 28% са протестанти.